# Rhodostrophia wilemani
Rhodostrophia wilemani là một loài bướm đêm trong họ Geometridae.